# موسى بول
موسى بول (بالإنجليزية: Moses Bull) هو سياسي أمريكي، ولد في 15 يناير 1830 في الولايات المتحدة، وتوفي في 29 ديسمبر 1896 في بولمان في الولايات المتحدة. حزبياً، نشط في الحزب الجمهوري. وقد انتخب عضو مجلس نواب واشنطن.